# Мартинш, Жуан Луиш
Жуа́н Луи́ш Гоуве́я Марти́нш (порт. João Luís Gouveia Martins; 24 апреля 1967 года, Фуншал, провинция Мадейра, Португалия) — португальский футболист и тренер.

## Биография
В качестве игрока почти всю свою карьеру провел в клубе Примейры «Маритиму». Став тренером, Мартинш долгое время работал помощником у португальского специалиста Марьяну Баррету. Вместе с ним они приехали в Литву, где работали вместе в тренерском штабе «Стумбраса». Зимой 2019 года после ухода Баррету Мартинш самостоятельно возглавил клуб. Летом того же года португалец был назначен исполняющим обязанности главного тренера «Жальгириса».

## Достижения

### Футболиста
- Финалист Кубка Португалии (1): 1994/95.

### Тренера
- Обладатель Кубка Литвы (1): 2020.